# 道鏡慧端
道鏡慧端（どうきょう えたん、寛永19年10月22日〈1642年12月13日〉 - 享保6年10月6日〈1721年11月24日〉）は、江戸時代の臨済宗の僧侶。正受老人の名で知られている。信州松代藩主真田信之の庶子。
19歳で出家し、至道無難などの指導を受ける。臨済宗中興の祖と称される白隠慧鶴の師で、白隠が大悟したと思い込み慢心していたところを厳しく指導し、正しい悟りに導いた。

## 生涯
慧端は、松代城主真田信之の庶子と伝えられ、寛永19年（1642年）、飯山城にて出生した。慧端の出生にまつわる事情には定かではない部分が多い。慧端が飯山城で出生した事情は、松代藩主真田家と飯山藩主佐久間家との婚姻関係や、佐久間家が跡継ぎを得られずに断絶した後に飯山藩を継いだ桜井松平家との交流関係になんらかの関係があると推測される以上のことは詳らかでない。また、後に出家し李雪尼と称する生母（慶長16年〈1611年〉 - 宝永4年〈1707年〉）は、位牌裏面にある「開山老人母真田伊豆守（信之）之侍妾」との記述から、真田信之の側女であったことが分かっているが、俗名は諸説あり定かでない。
慧端が13歳のとき、城主松平忠倶に講義をするために登城してきた禅僧に「子ニ個ノ観世音菩薩アリ」（「自分の心の中に観音を見つけよ」の意）と告げられたことをきっかけに自己探求をはじめ、16歳のときに悟りを得たと伝えられている。仏道への帰依の念を抱いた慧端は、飯山城下に師を求めるが得られず、江戸や京に出て修行することを望んだが、他家預かりの身分であることや母の懇願により、一時断念した。その後、19歳のとき、松平忠倶の参勤交代に随伴して江戸に赴き、江戸麻布東北庵の至道無難のもとで出家した。翌寛文元年（1661年）には印可を与えられて、道鏡と字した。印可を得た慧端は東北諸国の行脚に出て、3年後に東北庵に帰還した。
3年間の行脚の間に、江戸では東北庵が禅河山東北寺という一大寺院に改築されており、無難は慧端を住職に推した。しかし、慧端は固辞し、寛文6年（1666年）、飯山に帰った。大成した慧端の帰郷を喜んだ藩主忠倶は、小庵を建立して慧端に贈った。慧端はこの小庵に、無難から与えられた「正受」の扁額を掲げ、正受庵と号した。
寛文7年（1667年）には、東北寺の後継者が無難の弟子の洞天に定まったことを期に、小石川至道庵に隠棲していた無難のもとに赴き、再び修行に勤しんだ。延宝4年（1676年）の無難入寂の後、慧端は再び飯山に帰った。このとき、生母も剃髪して慧端の弟子となり、李雪と称した。飯山に戻った慧端に、藩主忠倶は一山の建立と200石の寄進を申し出たが、「沙門は三衣一鉢有れば足る。何ぞ民の利を奪わんや」と述べて謝絶した。
宝永5年（1708年）には、白隠が正受庵の慧端を訪れた。来庵に先立って、高田英巌寺にて聴講していた白隠は、鐘の音を開いて悟りを開いていた。しかし、聴講に同席していた慧端の弟子の宗覚が白隠の慢心ぶりを危ぶみ、慧端を訪れることを勧めたのであった。慧端は来庵した白隠の慢心を見抜き、山門から上ってきた白隠を蹴落として、その慢心を打ち砕いた。慧端は、時には廊下から蹴落しさえする辛辣な仕方で白隠を指導し、ついに白隠も正受を認められた。
享保6年（1721年）に80歳で死去するまでの45年間、水戸光圀からの2度の招請も辞退し、臨済禅のために精進する日々を正受庵で送った。慧端は生涯にわたって世俗的な栄達に目を向けることなく、死に至るまで僧階は最下位の蔵主のまま、その住庵正受庵も寺格を有さない状態のままである。

## 文献

### 関連文献
下記で道鏡慧端についてより多くを知り得る（本項では未参照）
- 阿部芳春（編）、1931年、『正受老人』、信濃毎日新聞社・太田村臥月庵
- 今北洪川纂訂、林博訳註、1935年、『正受老人崇行録』、信濃毎日新聞社
- 酒井昭道（編）、1971年、『正受惠瑞』、正受庵
- 信濃教育会（編）、1975年（復刻）、『正受老人集』、至元社（原著1937年）
- 古田紹欽、1944年、『愚堂・無難・正受』、弘文堂 →『近世の禅者』講談社〈古田紹欽著作集5〉、1980年
- 市原豊太、1979年、『無難、正受』、講談社〈日本の禅語録15〉